# Notodelphyidae
Notodelphyidae é uma família de copépodes pertencentes à ordem Cyclopoida.

## Géneros
Géneros (lista incompleta):
- Achelidelphys Lafargue & Laubier, 1977
- Adenaplostoma Stock, 1993
- Anoplodelphys Lafargue & Laubier, 1978